# Nadleśnictwo Sucha
Nadleśnictwo Sucha – jednostka organizacyjna Lasów Państwowych podległa Regionalnej Dyrekcji Lasów Państwowych w Katowicach. Siedzibą nadleśnictwa jest miejscowość Sucha Beskidzka.

## Historia Nadleśnictwa
Lasy Obrębu Sucha wchodziły pierwotnie w skład byłych Dóbr Żywieckich, których część stanowiło następnie "państwo suskie". Od roku 1471 do roku 1624 lasy te stanowiły własność rodziny Komorowskich. W 1624 r. przeszły w posiadanie królowej Konstancji, a następnie jej syna księcia Karola Ferdynanda – biskupa płockiego. W 1655 r. dobra te odziedziczył brat księcia Ferdynanda – król Jan Kazimierz. Od Jana Kazimierza dobra te przeszły w ręce Jana Wielopolskiego i do roku 1845 były własnością rodziny Wielopolskich. W roku 1911 zostały nabyte przez hrabiego Wł. Branickiego, zaś po jego śmierci były własnością hrabiny Anny z Branickich - Juliuszowej Tarnowskiej. W roku 1945, na drodze nacjonalizacji, z lasów wchodzących w skład tych dóbr tych zostało utworzone Nadleśnictwo Sucha.
Lasy Obrębu Zawoja stanowiły pierwotnie własność króla Kazimierza Jagiellończyka. Pod koniec XV wieku dobra te przeszły początkowo we władanie magnatów Skrzyńskich, a następnie rodziny Komorowskich. W początkach XVII w. powróciły ponownie we władanie królewskie. W roku 1676 spokrewniony z Komorowskimi kanclerz koronny Jan Wielopolski odzyskuje dobra żywieckie dla rodziny Wielopolskich, która władała nimi do rozbioru Polski. Po rozbiorach rząd austriacki skonfiskował dobra żywieckie jako dawne dobra królewskie. Część tych dóbr - dobra zawojskie - zostały sprzedane zasłużonemu oficerowi Ludwikowi Filipowi hr. de Saint Genois d’Anneaucourt, który następnie sprzedał je w roku 1878 arcyksięciu Albertowi z Habsburgów. Sukcesor arcyksięcia Alberta Karol Stefan Habsburg, zagrożony parcelacją dóbr, przekazał lasy zawojskie w roku 1924 Polskiej Akademii Umiejętności w Krakowie.
W roku 1945, na mocy dekretu PKWN, lasy te przeszły na rzecz Skarbu Państwa i powstało z nich Nadleśnictwo Zawoja. W styczniu 1973 r. w skład Nadleśnictwa Sucha włączono Nadleśnictwo Zawoja oraz 2/3 Nadleśnictwa Bystra i Leśnictwo Budzów z Nadleśnictwa Kalwaria. W okresie tym Nadleśnictwo posiadało ponad 14,2 tys. ha lasów państwowych i nadzorowało około 20 tys. ha lasów niepaństwowych. W styczniu 1977 roku, odłączono od Nadleśnictwa Sucha Obręb Bystra i włączono go do Nadleśnictwa Myślenice. Nadleśnictwo Sucha, w tak zmodyfikowanych granicach i z powierzchnią ponad 11,7 tys. ha, weszło w skład Okręgowego Zarządu Lasów Państwowych w Katowicach.

## Warunki geograficzno-przyrodnicze
Nadleśnictwo Sucha położone jest w Karpackiej Krainie Przyrodniczo-Leśnej, w Dzielnicy Beskidu Żywieckiego oraz Beskidu Makowskiego i Wyspowego. 
- Powierzchnia ogólna Nadleśnictwa to ponad 11,7 tys. ha; na którą składają się 2 Obręby Sucha i Zawoja podzielone na 12 Leśnictw: Mucharz, Tarnawa, Budzów, Lachowice, Roztoki, Stryszawa, Jasień, Juszczyn, Skawica, Mosorne, Czarna Hala i Wełcza.
- Lasy niepaństwowe, nad którymi nadzór został powierzony Nadleśnictwu Sucha, podzielone są na 4 obwody nadzorcze. Są to obwody: Budzów, Sucha, Maków i Zawoja.
- Siedliska leśne: górskie lasowe 86%, lasowe wyżynne 7%, borowe górskie 6%, i inne.
- Główne gatunki lasotwórcze: świerk 49%, buk 24%, jodła 18%, sosna 4%, modrzew 2%, dąb 2%, brzoza 1%.
- Całość lasów Nadleśnictwa została zaliczona do lasów ochronnych.

Nadleśnictwo Sucha obejmuje swym zasięgiem pasmo babiogórskie, ze szczytami: Naroże (1018 m n.p.m.), Polica (1369 m n.p.m.), Główniak (1042 m n.p.m.) z przełęczą Krowiarki. Od południowego zachodu obejmuje pasmo Jałowieckie ze szczytami: Jałowiec (1110 m n.p.m.) i Kiczora (901 m n.p.m.). W północno-zachodniej części Nadleśnictwo Sucha (Leśnictwa: Tarnawa i Mucharz) obejmuje część Beskidu Małego ze szczytami Leskowiec (928 m n.p.m.), Jaworzyna (890 m n.p.m.), Królewizna (817 m n.p.m.) i Chełm (603 m n.p.m.). Zdecydowana większość lasów Nadleśnictwa leży na wysokości 600—900 m n.p.m. Całość terenu Nadleśnictwa leży w dorzeczu Skawy z jej bocznymi dopływami. Klimat jest typowy dla warunków górskich i podgórskich. Do szczególnie szkodliwych czynników klimatycznych w tym rejonie należą silne wiatry południowo-zachodnie i południowe, zwłaszcza w okresie wczesnej wiosny i późnej jesieni oraz spóźnione przymrozki wiosenne.

## Ochrona przyrody
W roku 1972 na terenie Nadleśnictwa utworzono rezerwat częściowy im. prof. Zenona Klemensiewicza o powierzchni ok. 59 ha, położony w paśmie Policy. Rezerwat utworzono w celu zachowania ze względów naukowych i krajobrazowych fragmentu naturalnego wysokogórskiego boru świerkowego w wieku 40—180 lat. Rezerwat wraz z otaczającym go obszarem Natura 2000 Na Policy (PLH 120012) jest jedną z największych ostoi głuszca w Polsce. Przez obszar rezerwatu przebiegają dwa szlaki turystyczne. W północnej części nadleśnictwa znajduje się część obszaru Natura 2000 Beskid Mały (PLH 240023). Do osobliwości przyrodniczych Nadleśnictwa Sucha można zaliczyć także stanowisko sosny limby, pojedyncze, pomnikowe okazy drzew, zabytkowe obiekty budowlane (Zawoja, Stryszawa) oraz niewątpliwe walory widokowe i krajobrazowe. Lasy nadleśnictwa są ostoją dużych drapieżników - wilka, rysia i niedźwiedzia, a także rzadkich gatunków chronionych w ramach dyrektywy siedliskowej Unii Europejskiej - jak kumak górski, traszka karpacka, sichrawa karpacka czy biegacz urozmaicony. Na terenie obrębu Zawoja, Nadleśnictwo graniczy od strony południowej z Babiogórskim Parkiem Narodowym. Pod koniec lat 70. rozpoczęto zabiegi mające na celu rozszerzenia Babiogórskiego Parku Narodowego w kierunku wschodnim - Pasmo Policy - oraz w kierunku zachodnim - Pasmo Jałowieckie oraz Pasmo Pilska (P. Klub, Propozycja uzupełnienia sieci polskich parków narodowych). Według koncepcji prof. Floriana Celińskiego BgPN obejmowałby ok. 200 km2, z kolei wg koncepcji dr. Jerzego Parusela - ok. 100 km2. Na konieczność powiększenia obszaru Babiogórskiego Parku Narodowego jako obszaru funkcjonalnego cennego przyrodniczo wskazuje Koncepcja Przestrzennego Zagospodarowania Kraju 2030 (Ministerstwo Rozwoju Regionalnego 2011) oraz Program ochrony i zrównoważonego użytkowania różnorodności biologicznej wraz z planem działań na lata 2015–2020 (Uchwała nr 213 Rady Ministrów 2015), a także publikacje naukowe (Gutowski i in. 2015).